# NGC 4862
NGC 4862 é uma galáxia espiral barrada (SBc) localizada na direcção da constelação de Virgo. Possui uma declinação de -14° 07' 55" e uma ascensão recta de 12 horas, 59 minutos e 30,8 segundos.
A galáxia NGC 4862 foi descoberta em 1886 por Frank Leavenworth.